# Los chicos
Los chicos es una película española influida por el neorrealismo italiano, dirigida por Marco Ferreri y estrenada en 1959. 
Es la segunda película de la trilogía madrileña de Ferreri después de El pisito y antes de El cochecito. 
Es la segunda película de Ferreri, pero en esta ocasión en el guion no participa Rafael Azcona, sino Leonardo Martín y Marco Ferreri sobre un argumento de Leonardo Martín.
Se trata de una película con tono pesimista sobre la España de la posguerra y la situación de la juventud: una mirada "entre la ternura y el costumbrismo" con la que "se aborda la vida cotidiana de los protagonistas".
Fue prohibida por la censura franquista. 

## Argumento
Ambientada en el Madrid de finales de la década de 1950, narra las vicisitudes de cuatro adolescentes menores de 18 años: Andrés, El Chispa, Carlos y Joaquín "El Negro", que se reúnen un sábado por la tarde lluvioso en el quiosco del padre de Chispa antes de ir al cine con cuatro chicas del barrio. Uno de ellos es estudiante, y no puede ir, y los demás trabajan de lo que pueden. Hablan de sus sueños y esperanzas de futuro ante una cotidianidad mediocre y triste. 

## Reparto
- José Luis García: "El Chispa"
- Joaquín Cascales Zarzo (Joaquín Zaro): Joaquín "El Negro"
- Alberto Jiménez: Carlos
- José Sierra: Andrés
- Mari Carmen Aymat: La primera chica
- Ana María Vidal: La segunda chica
- Carmen Franco (Carmen Francoi): La tercera doncella
- Matilde Asencio: La cuarta doncella
- Concha Gómez Conde (Conchita Gómez Conde): La quinta doncella
- Félix Dafauce: Enrique
- Rosario García Ortega: madre de Carlos
- María Luisa Ponte: madre de Joaquín
- Carlos Díaz de Mendoza:
- Tilma Galy:
- Elías García:
- Irene Daina: El mirador
- Adriano Rimoldi: novio del mirador

- Leyenda: Nombre del actor/actriz (Nombre del actor/actriz como aparece en los créditos iniciales): Papel o personaje en la película